# Abbekås
Abbekås est une localité suédoise située dans la commune de Skurup en Scanie.
Sa population était de 821 habitants en 2019.